# 不斉触媒
不斉触媒（ふせいしょくばい）とは有機化学において、不斉合成に用いられる触媒のことである。

## 遷移金属錯体触媒
遷移金属錯体を触媒として用いる方法である。キラルな金属錯体はキラルな配位子と金属の塩から合成することが可能であり、この錯体を用いて、一方のエナンチオマーを合成することができる。特に、不斉還元（水素化）や不斉酸化を行う反応が良く知られている。この手法の先駆者としてウィリアム・ノールズは2001年にバリー・シャープレス、野依良治らと共にノーベル化学賞を受賞した。
ウィリアム・ノールズは還元反応の触媒であるウィルキンソン錯体に用いられていたアキラルな（キラルではない）トリフェニルホスフィン配位子をキラルなホスフィンに置き換えることで、均一系で扱える不斉触媒を初めて合成した。この手法は工業的なL-DOPAの合成の一段階目の還元反応に用いられた。

遷移金属錯体触媒を用いた反応の例を挙げる。
- BINAPはキラルなホスフィンであり、ルテニウムやロジウムとの錯体がアルケンの不斉水素化反応に用いられる（野依不斉水素化反応）。この手法は野依良治と高砂香料工業により工業的なL-メントールの不斉合成まで展開された。野依のノーベル化学賞受賞はこの反応系を発見、発展させた功績による。
- 不斉酸化の例としてバリー・シャープレス、香月勗らにより開発されたアリルアルコールのジヒドロキシ化およびエポキシ化反応がある。この方法は香月・シャープレス酸化として知られ、シャープレスのノーベル化学賞受賞はこの功績による。香月らはその後サレン錯体を用いた不斉酸化を展開させた。

## 不斉ルイス酸
典型金属錯体や四級アンモニウムに不斉源を導入して不斉ルイス酸とし、アルドール反応やマンニッヒ反応などの炭素-炭素結合反応、あるいはエン反応やディールス・アルダー反応などのペリ環状反応の触媒として用いる手法が知られる。

## 有機分子触媒
金属錯体ではなく、有機化合物が不斉反応の触媒となる例も知られている。例えばプロリンを不斉アルドール反応などの触媒として用いることができる。こうした金属を含まない低分子触媒は有機分子触媒または有機触媒と呼ばれ、現在急速に研究が進展している分野である。

## 生物学的手法
酵素を不斉反応の触媒として用いることがある。通常の不斉合成のほか、メソ体から一方のエナンチオマーを得る方法や、ラセミ体の一方のエナンチオマーのみを反応させることで目的の不斉生成物を得る方法なども知られる (kinetic resolution など）。また、金属錯体触媒と共に用いられることもある。